# Луций Лузий Гета
Луций Лузий Гета (на латински: Lucius Lusius Geta) е политик на Римската империя.
Той е конник от фамилията Лузии, клон Гета. По времето на император Клавдий той е преториански префект през 48 г. по времето на аферата на Валерия Месалина с Гай Силий. През 51 г. Клавдий го прави претор (praetor until). Агрипина Млада го маха 51 г. от службата му заедно с Руфрий Криспин, понеже обичали повече Британик от нейния син Нерон и поставя на тази служба Секст Афраний Бур.
През 54 г. той е управител на Александрия и Египет (praefectus Alexandreae et Aegypti). На тази служба е от 29 март до 17 ноември 54 година, когато Нерон го извиква обратно в Рим.